# Knut Lystad
Knut Ove Lystad (født 31. januar 1946) er en norsk skuespiller. Han er kendt for komedietrioen KLM sammen med Trond Kirkvaag og Lars Mjøen.
Han var også med i TV-serien Karl & Co på TV2 som Ulf Rasch Ludvigsen. Ulf er gift med Magda, han er formand i beboerforeningen og Karls "bedste" ven.